# I'll Be in the Sky
"I'll Be in the Sky" é uma canção do rapper norte-americano B.o.B.. O single é o quarto retirado do álbum B.o.B Presents: The Adventures of Bobby Ray. A canção foi originalmente gravada em 2008 e lançada na mixtape "Who the F**k is B.o.B". A canção foi oficialmente lançada no Reino Unido em 31 de janeiro de 2011.

## Faixas
| Download digital |                                        |         |  |
| N.º              | Título                                 | Duração |  |
| 1.               | "I'll Be in the Sky" (Versão do álbum) | 4:06    |  |

## Paradas musicais
| Paradas (2011)        | Melhor posição |
| --------------------- | -------------- |
| Irlanda Singles Chart | 24             |
| UK Singles Chart      | 61             |
| UK R&B Chart          | 20             |